# Antonello Campodifiori
Antonello Campodifiori, all'anagrafe Antonio Campodifiori (Roma, 1943 – Assisi, 9 settembre 2013), è stato un attore e sceneggiatore italiano.

## Biografia
Ha lavorato al cinema e in televisione, soprattutto negli anni '70.
Nel 1969 è il conduttore della trasmissione televisiva pomeridiana Lanterna magica, primo  contenitore di cortometraggi filmati ed animati.
Nel 1972 per lo sceneggiato della TV dei ragazzi I monti di vetro, regia di Sergio Tau, ispirato alla storia dei Fanes (in cui Campodifiori interpretava il protagonista Ey-de-Net), si è dedicato occasionalmente all'attività di cantante incidendo la sigla finale.
Nel 1975 ha interpretato Buffalmacco nello sceneggiato Le avventure di Calandrino e Buffalmacco di Piero Pieroni e Carlo Tuzii (Calandrino era interpretato da Ninetto Davoli).

## Filmografia parziale

### Cinema
- L'amore e la chance, episodio I fidanzati della fortuna, regia di Bertrand Tavernier (1964)
- Ciao Gulliver, regia di Carlo Tuzii (1970) - Anche soggettista e sceneggiatore
- Non si sevizia un paperino, regia di Lucio Fulci (1972)

### Televisione
- Tutte le domeniche mattina, regia di Carlo Tuzii (1972)
- I monti di vetro, regia di Sergio Tau (1972)
- Nessuno deve sapere, regia di Mario Landi (1973)
- Le avventure di Calandrino e Buffalmacco, regia di Carlo Tuzii (1975)
- L'uomo dagli occhiali a specchio, regia di Mario Foglietti (1975)
- Gesù di Nazareth, regia di Franco Zeffirelli (1976)
- La gabbia, regia di Carlo Tuzii (1977)